# Guram Dolenjashvili
Guram Dolenjashvili (en georgiano: გურამ დოლენჯაშვილი; en ruso: Гурам Доленджашвили) nació el 9 de marzo de 1943 en Kutaisi. Es un pintor georgiano que suele trabajar con técnicas monocromas. Forma parte de Artistas Meritorios de Georgia y es miembro honorario de la Academia Rusa de las Artes desde 2004.

## Biografía
Dolenjashvili nació en Kutaisi. Se graduó en la Academia de las Artes de Tiflis en 1968. Vivió la mayor parte de su vida en Kutaisi pero su trabajo le llevó a viajar al norte de Rusia, al Mar Blanco, Kamchatka y Chukotka. Sus trabajos son exhibidos en el Museo de Arte de Georgia, en la galería Tretyaov, en el museo Pushkin y en el museo Ruso entre otros.
Mucho de sus trabajos son paisajes realizados en blanco y negro, usando un lápiz grafito o grabado con ligeros toques surrealista intercambiándola con una realidad que aún perdura. Suele considerarse que es seguidor de la tradición rusa de los pintores realistas, como Iván Shishkin y Yuli Klever.